# Tour der englischen Rugby-Union-Nationalmannschaft nach Südafrika 1984
| Tour der Engländer nach Südafrika 1984 | Tour der Engländer nach Südafrika 1984 | Tour der Engländer nach Südafrika 1984 | Tour der Engländer nach Südafrika 1984 | Tour der Engländer nach Südafrika 1984 |
| Übersicht                              | S                                      | G                                      | U                                      | N                                      |
| -------------------------------------- | -------------------------------------- | -------------------------------------- | -------------------------------------- | -------------------------------------- |
| Test Matches                           | 2                                      | 0                                      | 0                                      | 2                                      |
| Sonstige Spiele                        | 5                                      | 4                                      | 1                                      | 0                                      |
| Gesamt                                 | 7                                      | 4                                      | 1                                      | 2                                      |
|                                        |                                        |                                        |                                        |                                        |
| Südafrika                              | 2                                      | 0                                      | 0                                      | 2                                      |

Die Tour der englischen Rugby-Union-Nationalmannschaft nach Südafrika 1984 umfasste eine Reihe von Freundschaftsspielen der englischen Rugby-Union-Nationalmannschaft. Sie reiste im Mai und Juni 1984 durch Südafrika und bestritt während dieser Zeit sieben Spiele. Darunter waren zwei Test Matches gegen die südafrikanischen Springboks, die beide verloren gingen. Hinzu kamen fünf weitere Spiele gegen Auswahlmannschaften, in denen den Engländern vier Siege und ein Unentschieden gelangen.

## Ereignisse
Wegen des Apartheid-Regimes in Südafrika war die Tour äußerst umstritten, zumal das Vereinigte Königreich 1977 die Gleneagles-Vereinbarung mitunterzeichnet hatte, mit der eigentlich jeglicher sportliche Kontakt mit Südafrika geächtet werden sollte. Wie schon bei der Lions-Tour 1980 fehlte der britischen Regierung jedoch jegliche rechtliche Möglichkeit, die von der Rugby Football Union (RFU) geplante Tour zu verhindern. Damit die RFU ihr Gesicht wahren konnte, spielte die Nationalmannschaft auch gegen die segregierten Auswahlteams der Schwarzen und Coloureds. Auch wenn in der Öffentlichkeit nur Ralph Knibbs vom Bristol FC politische Gründe für seine Nichtteilnahme nannte, standen der englischen Nationalmannschaft zahlreiche Spieler nicht zur Verfügung, weshalb das Team relativ unerfahren war.
Weite Teile der Öffentlichkeit und zahlreiche Politiker empfanden das Verhalten der britischen Regierung von Margaret Thatcher gegenüber der RFU als Gleichgültigkeit. Die Empörung darüber war eine der Ursachen dafür, dass 32 überwiegend afrikanische Länder aus Protest die Commonwealth Games 1986 in Edinburgh boykottierten.

## Spielplan
- Hintergrundfarbe grün = Sieg
- Hintergrundfarbe gelb = Unentschieden
- Hintergrundfarbe rot = Niederlage

(Test Matches sind grau unterlegt; Ergebnisse aus der Sicht Englands)
| # | Datum         | Gegner                                  | Ort            | Stadion                    | Ergebnis |
| - | ------------- | --------------------------------------- | -------------- | -------------------------- | -------- |
| 1 | 19. Mai 1984  | Currie Cup B Section                    | Durban         | Kings Park Stadium         | 31:21    |
| 2 | 23. Mai 1984  | South African Rugby Football Federation | Stellenbosch   | Danie Craven Stadium       | 23:21    |
| 3 | 26. Mai 1984  | Western Province                        | Kapstadt       | Newlands Stadium           | 15:15    |
| 4 | 29. Mai 1984  | SAARB Leopards                          | East London    | Border Rugby Union Grounds | 30:8     |
| 5 | 02. Juni 1984 | Südafrika                               | Port Elizabeth | Boet Erasmus Stadium       | 15:33    |
| 6 | 05. Juni 1984 | South Africa Country Districts          | Sasolburg      | DP de Villers Stadium      | 33:12    |
| 7 | 09. Juni 1984 | Südafrika                               | Johannesburg   | Ellis Park Stadium         | 9:35     |

## Test Matches
| 2. Juni 1984 15:30 SAST | Südafrika                                                                         | 33 : 15         | England                                 | Boet Erasmus Stadium, Port Elizabeth Zuschauer: 46.000 Schiedsrichter: René Hourquet (Frankreich) |
| 2. Juni 1984 15:30 SAST | Versuche: du Plessis, Gerber, Louw Erhöhungen: Heunis (3) Straftritte: Heunis (5) | (12:12) Bericht | Straftritte: Hare (4) Dropgoals: Horton | Boet Erasmus Stadium, Port Elizabeth Zuschauer: 46.000 Schiedsrichter: René Hourquet (Frankreich) |

Aufstellungen:
- Südafrika: Schalk Burger, Carel du Plessis, Hempies du Toit, Danie Gerber, Johan Heunis, Rob Louw, Chris Rogers, Ockie Oosthuizen, Divan Serfontein, Gerrie Sonnekus, Theuns Stofberg , Errol Tobias, John Villet, Rudi Visagie, Avril Williams
- England: Mark Bailey, Phil Blakeway, Chris Butcher, Huw Davies, John Fidler, Jon Hall, Dusty Hare, Richard Hill, John Horton, Steve Mills, John Palmer, Malcolm Preedy, John Scott , David Trick, Peter Winterbottom 
 Auswechselspieler: Nick Stringer

| 9. Juni 1984 15:30 SAST | Südafrika                                                                                       | 35 : 9         | England               | Ellis Park Stadium, Johannesburg Zuschauer: 70.000 Schiedsrichter: René Hourquet (Frankreich) |
| 9. Juni 1984 15:30 SAST | Versuche: Gerber (3) Sonnekus Stofberg Tobias Erhöhungen: Heunis (3) Tobias Straftritte: Heunis | (22:3) Bericht | Straftritte: Hare (3) | Ellis Park Stadium, Johannesburg Zuschauer: 70.000 Schiedsrichter: René Hourquet (Frankreich) |

Aufstellungen:
- Südafrika: Schalk Burger, Carel du Plessis, Hempies du Toit, Danie Gerber, Johan Heunis, Rob Louw, Ockie Oosthuizen, Chris Rogers, Divan Serfontein, Gerrie Sonnekus, Theuns Stofberg , Errol Tobias, John Villet, Rudi Visagie, Avril Williams
- England: Mark Bailey, Steve Brain, Chris Butcher, Huw Davies, John Fidler, Jon Hall, Dusty Hare, Richard Hill, John Horton, John Palmer, Gary Pearce, Paul Rendall, John Scott , Tony Swift, Peter Winterbottom 
 Auswechselspieler: Gary Rees

## Kader

### Management
- Tourmanager: Ron Jacobs
- Teammanager: Derek Morgan
- Trainer: Dick Greenwood
- Kapitän: John Scott

### Spieler
| Spieler        | Position         | Mannschaft                 |
| -------------- | ---------------- | -------------------------- |
| Bryan Barley   | Halbspieler      | Wakefield RFC              |
| Huw Davies     | Halbspieler      | Wasps RFC                  |
| Richard Hill   | Halbspieler      | Bath FC                    |
| John Horton    | Halbspieler      | Bath FC                    |
| Nick Youngs    | Halbspieler      | Leicester Tigers           |
| Mark Bailey    | Dreiviertelreihe | Cambridge University RUFC  |
| Steve Burnhill | Dreiviertelreihe | Loughborough Students RUFC |
| Paul Dodge     | Dreiviertelreihe | Leicester Tigers           |
| John Palmer    | Dreiviertelreihe | Bath FC                    |
| Tony Swift     | Dreiviertelreihe | Swansea RFC                |
| David Trick    | Dreiviertelreihe | Bath FC                    |
| Dusty Hare     | Schlussmann      | Leicester Tigers           |
| Nick Stringer  | Schlussmann      | Wasps RFC                  |

| Spieler            | Position | Mannschaft         |
| ------------------ | -------- | ------------------ |
| Phil Blakeway      | Stürmer  | Gloucester RFC     |
| Steve Brain        | Stürmer  | Coventry RFC       |
| Chris Butcher      | Stürmer  | Harlequins         |
| David Cusani       | Stürmer  | Orrell RUFC        |
| John Fidler        | Stürmer  | Gloucester RFC     |
| Jon Hall           | Stürmer  | Bath FC            |
| Steve Mills        | Stürmer  | Gloucester RFC     |
| Gary Pearce        | Stürmer  | Northampton Saints |
| Malcolm Preedy     | Stürmer  | Gloucester RFC     |
| Paul Rendall       | Stürmer  | Wasps RFC          |
| Gary Rees          | Stürmer  | Nottingham RFC     |
| John Scott         | Stürmer  | Cardiff RFC        |
| Mike Teague        | Stürmer  | Gloucester RFC     |
| Peter Winterbottom | Stürmer  | Headingley FC      |